# 57th & 9th
57th & 9th es el decimosegundo álbum de estudio como solista del cantante británico Sting, lanzado el 11 de noviembre de 2016.
Según el productor Martin Kierszenbaum, el álbum es el más roquero de Sting desde Synchronicity. El nombre del álbum proviene de la intersección que el intérprete debe cruzar cada vez que se dirige al estudio de grabación en Nueva York. El disco está atravesado por cuestiones como la muerte de Prince y otros músicos de la generación de Sting, el cambio climático y la crisis de refugiados. El nuevo disco se da a conocer mientras Sting realiza una gira de verano por los Estados Unidos y Canadá junto a Peter Gabriel.

## Canciones
Los títulos de las canciones del álbum son.

| N.º | Título                                  | Duración |  |
| 1.  | «I Can’t Stop Thinking About You»       |          |  |
| 2.  | «50,000»                                |          |  |
| 3.  | «Down, Down, Down»                      |          |  |
| 4.  | «One Fine Day»                          |          |  |
| 5.  | «Pretty Young Soldier»                  |          |  |
| 6.  | «Petrol Head»                           |          |  |
| 7.  | «Heading South On The Great North Road» |          |  |
| 8.  | «If You Can’t Love Me»                  |          |  |
| 9.  | «Inshallah»                             |          |  |
| 10. | «The Empty Chair»                       |          |  |

| Deluxe and Super Deluxe Edition bonus tracks |                                                                        |          |  |
| N.º                                          | Título                                                                 | Duración |  |
| 11.                                          | «I Can't Stop Thinking About You» (LA version)                         | 3:38     |  |
| 12.                                          | «Inshallah» (Berlin sessions version)                                  | 4:58     |  |
| 13.                                          | «Next to You» (with The Last Bandoleros (live at Rockwood Music Hall)) | 2:54     |  |

| Japan Tour Edition bonus tracks |                                                                  |          |  |
| N.º                             | Título                                                           | Duración |  |
| 14.                             | «Fragile» (Live at the Bataclan)                                 | 4:11     |  |
| 15.                             | «Message in a Bottle» (Live at the Bataclan)                     | 5:48     |  |
| 16.                             | «I Can't Stop Thinking About You» (Live at the Bataclan)         | 3:47     |  |
| 17.                             | «One Fine Day» (Live at the Bataclan)                            | 3:13     |  |
| 18.                             | «Englishman in New York (Reggae Version)» (Live at the Bataclan) | 5:15     |  |
| 19.                             | «Every Breath You Take» (Live at the Bataclan)                   | 5:30     |  |